# قذر أباد
قذر أباد هي قرية في مقاطعة سلماس، إيران. يقدر عدد سكانها بـ 95 نسمة بحسب إحصاء 2016.